# Tarapaya
Tarapaya ist eine Ortschaft im Departamento Potosí im südamerikanischen Anden-Staat Bolivien.

## Lage im Nahraum
Tarapaya ist zentraler Ort im Kanton Tarapaya im Municipio Potosí in der Provinz Tomás Frías. Die Ortschaft liegt auf einer Höhe von 3336 m am Ufer des Río Tarapaya, der zum Flusssystem des Río Pilcomayo gehört. Tarapaya ist Sitz des Diözesanen Katechistenzentrums der katholischen Kirche in Potosí.

## Geographie
Tarapaya liegt am Ostrand des bolivianischen Altiplano vor der Anden-Gebirgskette der Cordillera Central. Das Klima ist das typische Tageszeitenklima der Kalttropen, bei dem die mittleren Temperaturunterschiede zwischen Tag und Nacht deutlicher ausfallen als die zwischen den Jahreszeiten.
Die Jahresdurchschnittstemperatur der Region liegt bei etwa 11 °C (siehe Klimadiagramm Potosí), die Monatswerte schwanken nur unwesentlich zwischen 8 °C im Juni/Juli und 13 °C von November bis März. Der Jahresniederschlag beträgt etwa 350 mm, die Monatsniederschläge liegen zwischen unter 10 mm in den Monaten Mai bis September und knapp 80 mm im Januar und Februar.

## Verkehrsnetz
Tarapaya liegt in einer Entfernung von 25 Straßenkilometern nordwestlich von Potosí, der Hauptstadt des gleichnamigen Departamentos.
Von Potosí aus führt die Nationalstraße Ruta 1 in nördlicher Richtung über Tarapaya weiter nach Poopó, Oruro und El Alto, der Nachbarstadt von La Paz, und nach Desaguadero am Titicacasee. In Tarapaya zweigt eine unbefestigte sechs Kilometer lange Landstraße nach Nordosten ab, die über die Mine von Tarapaya zur Hacienda Mondragón führt.

## Bevölkerung
Die Einwohnerzahl des Ortes ist im vergangenen Jahrzehnt auf ein Mehrfaches angestiegen:
| Jahr | Einwohner   | Quelle       |
| ---- | ----------- | ------------ |
| 1992 | keine Daten | Volkszählung |
| 2001 | 11          | Volkszählung |
| 2012 | 96          | Volkszählung |
| 2024 |             | Volkszählung |

Die Region weist einen deutlichen Anteil an Quechua-Bevölkerung auf, im Municipio Potosí sprechen 71,2 Prozent der Bevölkerung Quechua.

## El Ojo del Inca

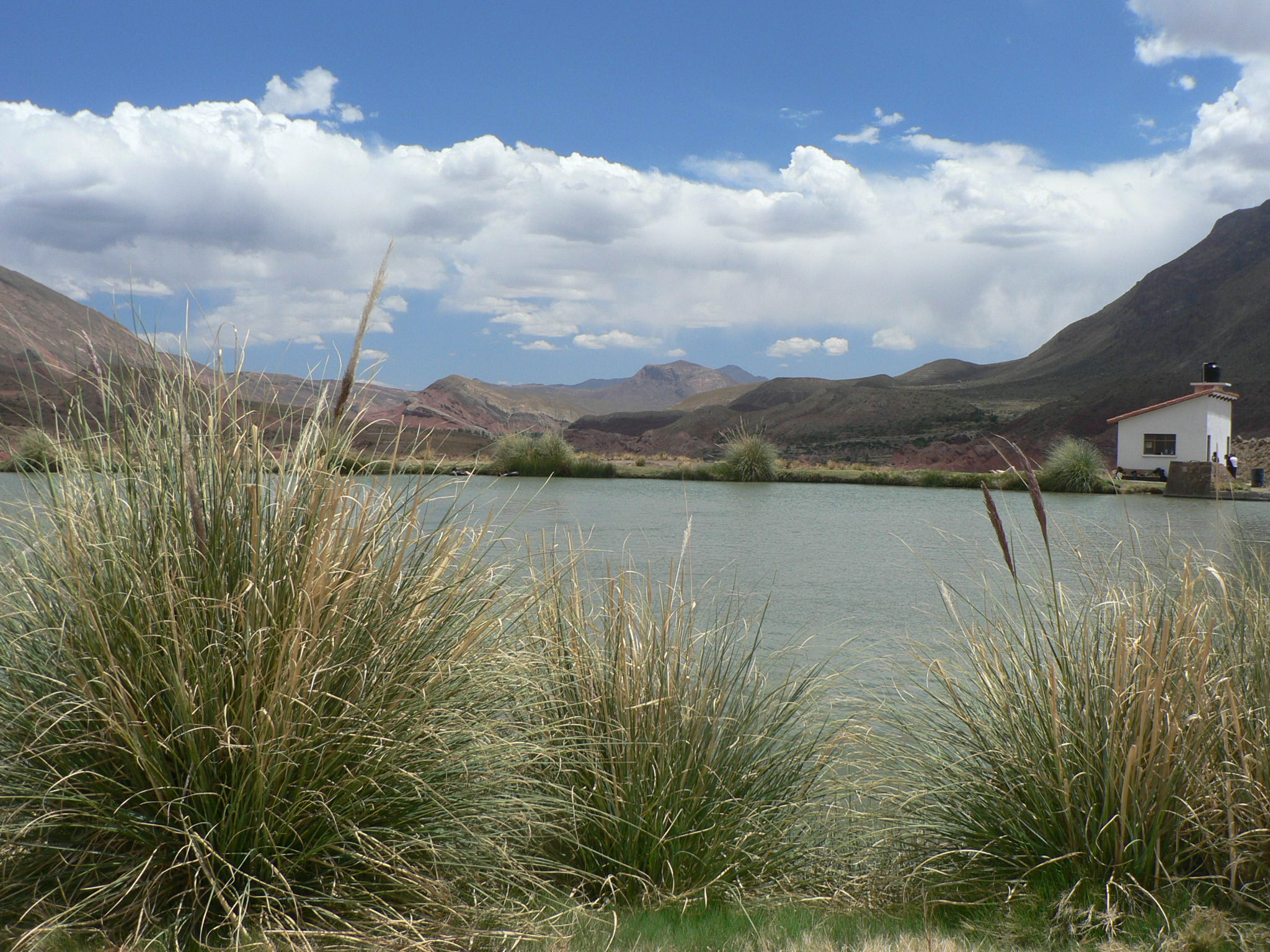
"Ojo del Inca" in Tarapaya

Tarapaya ist bekannt für seine heißen Quellen, die – neben zahlreichen Badeanlagen – auch eine Vulkanlagune speisen, die "El Ojo del Inca" (das Inkaauge) genannt wird. Vorspanischen Quellen zufolge sollen die Inka aus dem fern gelegenen Cusco die beschwerliche Reise in den tiefen Süden des Reiches auf sich genommen haben, um von der Heilwirkung des heißen Wassers in Tarapaya zu profitieren.
Der See war ein beliebter Ort zum Baden. Seit Anfang der 2020er Jahre ist das Baden im Ojo del Inca verboten, da es gelegentlich auftretende Strudel geben soll, die Badende in die Tiefe ziehen. Es gibt auch die Theorie, dass die tödlichen Unfälle durch Leichtsinn der Schwimmer verursacht worden waren.